# 斗鱼两极虫
斗鱼两极虫（学名：Myxidium macropodus）为两极科两极虫属的动物。在中国，分布于湖北等，营寄生生活，寄生在圆尾斗鱼的胆囊、膀胱、肝、肾、体表粘液。